# Garda Krisztina
Garda Krisztina (Budapest, 1994. július 16. –) olimpiai bronzérmes, Európa-bajnok, világbajnoki ezüstérmes magyar vízilabdázónő.

## Sportpályafutása
2011-ben az U17-es Európa-bajnokságon második volt. 2012-ben a világliga selejtezőjében szerepelt a felnőtt válogatottban. Ugyanebben az U19-es Eb-n és az U18-as vb-n ezüstérmes lett. A 2013-as női vízilabda-világligán negyedik helyezett volt. A világbajnokságon bronzérmet szerzett. A junior világbajnokságon hatodik helyezést ért el.
A 2015-ös női vízilabda-világbajnokságon kilencedik helyen végzett. 2016-ban tagja volt az Európa-bajnok válogatottnak.
2019-ben az universiadén aranyérmes lett. 2020 szeptemberben Magyar Kupát nyert. Tagja volt a 2021-re halasztott tokiói olimpián bronzérmet szerző válogatottnak. 2022-ben a LEN-kupa döntőjében maradt alul a klubjával az Etnikosz Pireusszal szemben.
Tagja volt a magyar női vízilabda-válogatott keretének a 2022-es, hazai rendezésű vizes világbajnokságon. Végül a torna döntőjében az amerikai válogatottól 9-7-re vereséget szenvedett az együttes, így ezüstérmet szereztek Bíró Attila vezetése alatt.

## Sikerei
Olimpiai játékok
- bronzérmes: 2020

Világbajnokság
- ezüstérmes: 2022, 2024, 2025
- bronzérmes: 2013

Európa-bajnokság
- aranyérmes: 2016
- bronzérmes: 2020
- 5. hely: 2022

Universiade
- aranyérmes: 2019
- ezüstérmes: 2017

U18-as világbajnokság
- ezüstérmes: 2012

U19-es Európa-bajnokság
- ezüstérmes: 2012

U17-es Európa-bajnokság
- ezüstérmes: 2011

Magyar bajnokság
- ezüstérmes: 2014, 2016, 2018, 2019, 2021, 2022, 2023
- bronzérmes: 2015, 2017

Magyar kupa
- győztes: 2013, 2019, 2020

Len-kupa
- győztes: 2017

Len-szuperkupa
- győztes: 2018

## Díjai
- Magyar Arany Érdemkereszt (2021)[7]
- Az év magyar vízilabdázója (2023,[8] 2024[9])